# 水牛角屋
水牛角屋 （罗马化：Rumah Gadang 米南佳保語："大屋"；或称Rumah Bagonjong 米南加保语："尖顶屋"）是印度尼西亚西苏门答腊米南加保人的传统住宅。其建筑结构、内外装饰和功能都体现了米南加保的文化与价值观。这种房屋既是住所，也是家族会议和仪式活动的场所。在母系社会的米南加保传统中，Rumah Gadang由居住其中的家族女性所有，产权由母亲传给女儿。
这种房屋拥有多层上扬的戏剧性弯曲屋顶结构，墙面装饰着繁复的彩绘花卉木雕和百叶窗。大屋通常指大型公共住宅，但小型独立住宅也共享许多相同建筑元素。
在西苏门答腊，传统大屋已成为该地区和米南加保文化的象征。从用于传统仪式的正宗木结构建筑，到政府办公楼、公共设施等现代建筑，随处可见其设计元素。如今，大屋的建筑特征——尤其是称为gonjong的牛角状弯曲屋顶——已融入现代建筑，如省长办公楼、市场、酒店、巴东餐厅门面及米南加保国际机场。其中，巴加鲁央王宫是这种传统风格最宏伟的典范。

## 历史背景

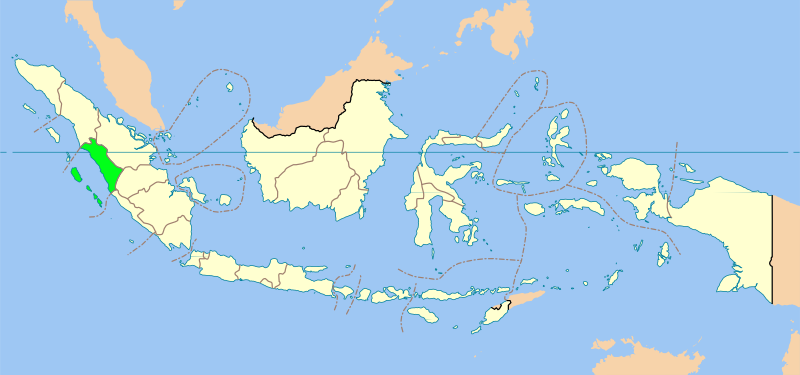
米南加保人的故乡西苏门答腊位置

苏门答腊是世界第六大岛，自马可·波罗时代起就被称为"黄金岛"。作为印度尼西亚资源最丰富的岛屿，这里盛产茶、胡椒、橡胶，并拥有石油、锡等矿产资源。虽然经历大规模森林砍伐，苏门答腊仍有数百万公顷原始雨林可提供建筑材料，但适合大型建筑的优质硬木已日益稀缺。
苏门答腊拥有东南亚群岛中最多元的民族，这种多样性体现在各种被称为rumah adat的壮观传统民居上。最常见的传统住宅形式是高脚木屋，采用当地材料建造，屋顶陡峭。除了米南加保的rumah gadang，多巴湖地区的巴塔克人建造船形jabu，其山墙雕刻精美；尼亚斯岛居民则用巨型铁木支柱搭建防御性omo sebua房屋。
米南加保人是苏门答腊中部高地的原住民。他们的母系社会文化规定财产和土地由母亲传给女儿，而宗教和政治事务由男性负责。米南加保人信奉伊斯兰教，但也保留着称为adat的传统习俗。adat源于伊斯兰教传入前的万物有灵论和印度教-佛教信仰，某些灵性观念至今仍存在于穆斯林实践中。根据传统，女性是房屋所有者，丈夫仅被允许在特定条件下暂住，平时需回姐妹家过夜。与之配套的是merantau习俗——男性常外出工作，仅偶尔返乡，所得收入用于建造现代版rumah adat。

## 建筑形式

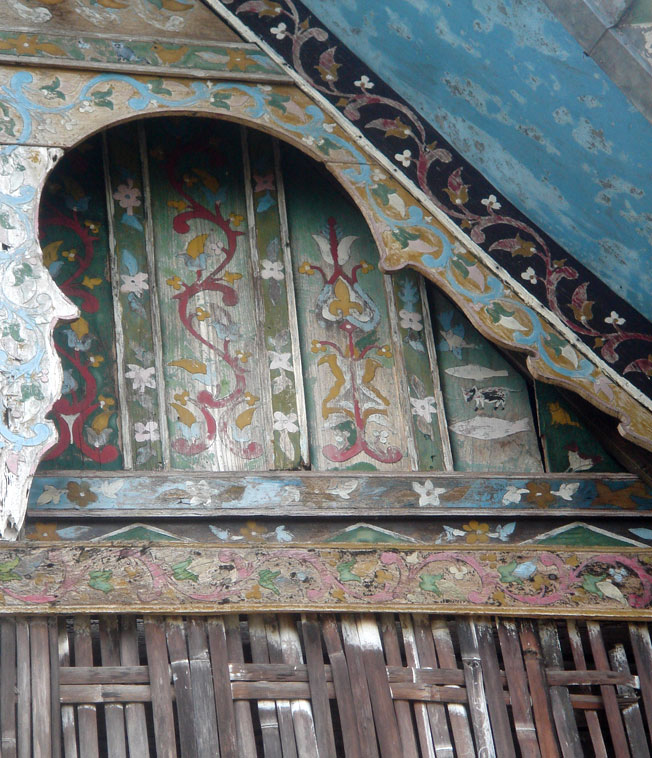
Rumah gadang外墙布满具有象征意义的图案

公共型rumah gadang呈长方形，拥有多层上扬的牛角状屋顶，通常带三层错落的地板。房屋建在最高达3（10英尺）的木桩上，正面常设用于接待、用餐和宾客留宿的走廊。与巴塔克人房屋不同，米南加保屋顶并非主要生活空间，而是架设在常规墙面上。厨房和储物区通常设在附属建筑中。

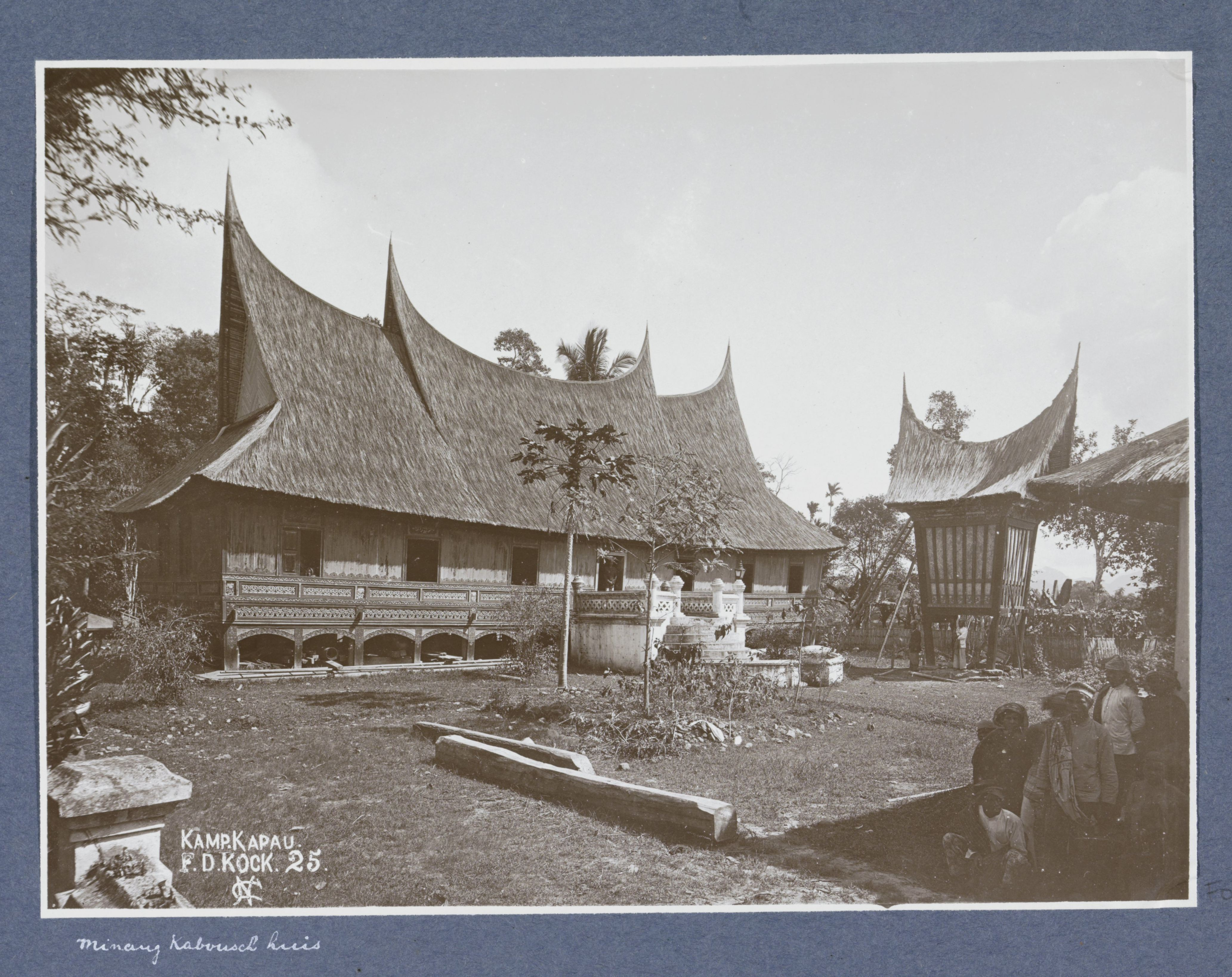
1910年的rumah gadang与谷仓

房屋主体为木结构，仅后墙采用竹篾编织的格子图案。屋顶采用桁架和交叉梁结构，传统上覆盖棕榈纤维（ijuk）茅草——这种最坚固的茅草据说能维持百年。现代建筑则多用波纹铁皮替代茅草。屋顶装饰着金属绑扎的茅草尖端，形似水牛角——暗喻"米南加保"（意为"胜利的水牛"）名称来源的传说。
家族女性成员居住在沿后墙设置的奇数个（传统习俗）凹室中，用帷幔与主要生活区隔开。传统上，大型公共rumah gadang周围会为已婚姐妹和女儿建造附属小屋。确保每位适婚女性拥有独立房间是舅舅的责任，为此需增建新屋或扩建。据说通过计算屋顶"牛角"数量可知家中已婚女儿人数，因扩建不对称，有些房屋会显得不平衡。青少年男性传统上居住在村里的surau（小清真寺）。

### 建筑元素

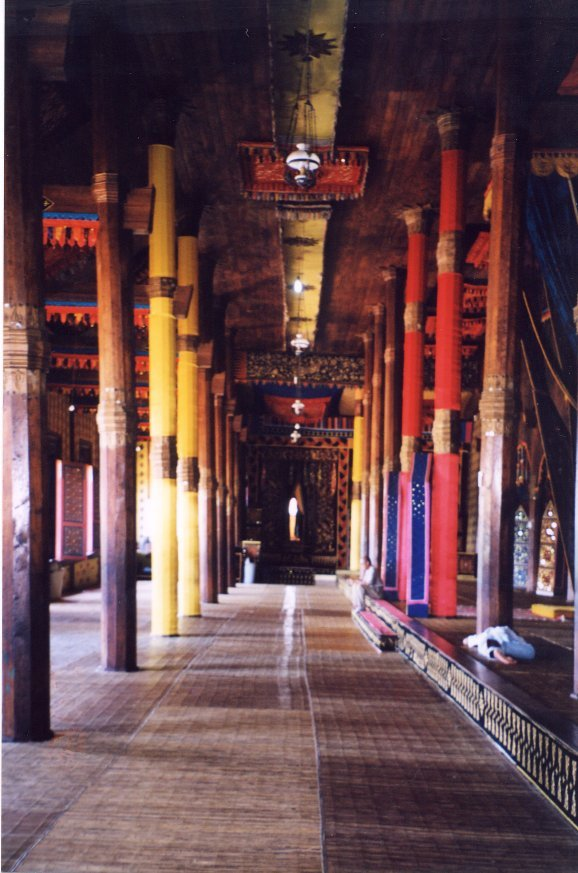
巴加鲁央王宫内部，展示Rumah gadang的公共空间。双层地板是王宫特有的象征元素

Rumah Gadang每个构件都有象征意义，常体现在adat谚语中。主要元素包括：
- gonjong：牛角状屋顶结构
- singok：gonjong下方的三角墙
- pereng：singok下的搁板
- anjuang：某种Rumah gadang风格末端的高架地板
- dindiang ari：侧面墙壁
- dindiang tapi：前后墙壁
- papan banyak：正面外观
- papan sakapiang：房屋外围的中部装饰带
- salangko：高脚屋底部的围护墙

部分象征意义如：gonjong代表通向神灵，竹编的dindiang tapi象征个人融入集体后产生的力量。
理想型Rumah Gadang有五排贯穿全屋的立柱，将内部划分为四条称为lanjar的长空间。后部的lanjar分隔为卧室（ruang）。根据adat，Rumah gadang至少需五间ruang，九间最理想。其余lanjar作为公共区域labuah gajah（大象之路），用于生活和仪式活动。
传统上，Rumah Gadang会配套多座功能各异的谷仓（rangkiang）：rangkiang sitinjau lauik储存家族粮食（尤其仪式用途）；rangkiang sitangka lapa储存赈灾粮；rangkiang sibayau-bayau储存日常口粮。

### 装饰艺术

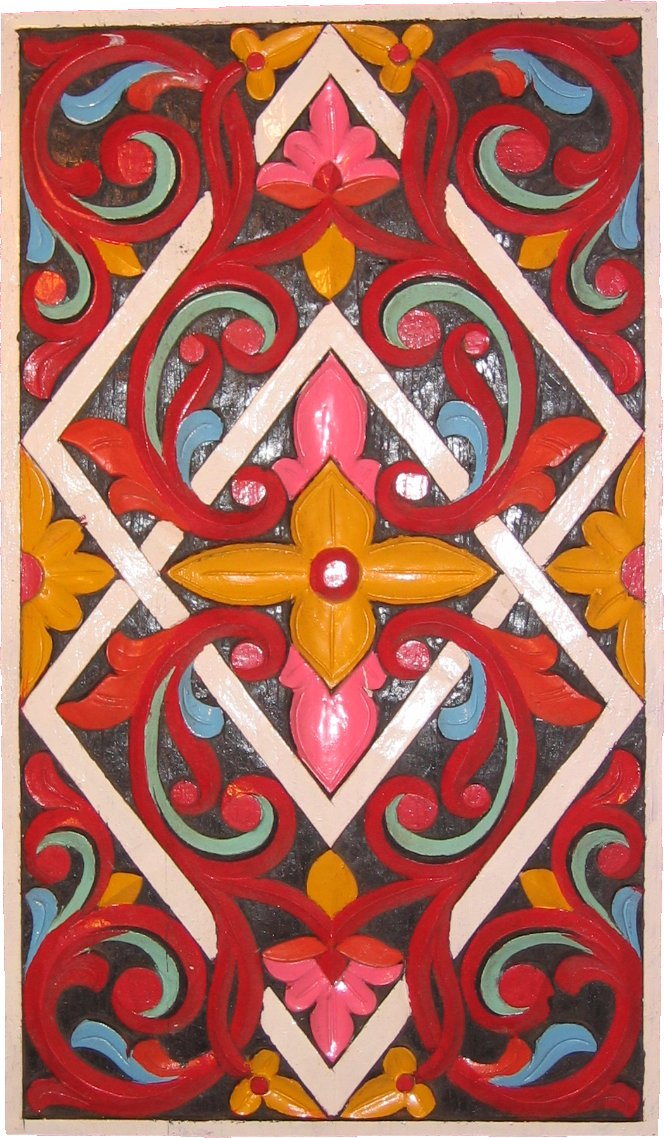
Rumah gadang的木雕样例

米南加保人用浅浮雕木雕装饰Rumah Gadang的墙壁、立柱和天花板，这些基于几何结构的繁复花卉图案与米南加保songket纺织品相似，色彩可能源自中国织锦。传统上，这些图案不以写实形式表现动植物或人物，但某些设计会隐喻其形态或行为。图案基于米南加保美学观念，正如其谚语所说："大自然是我们的老师"。

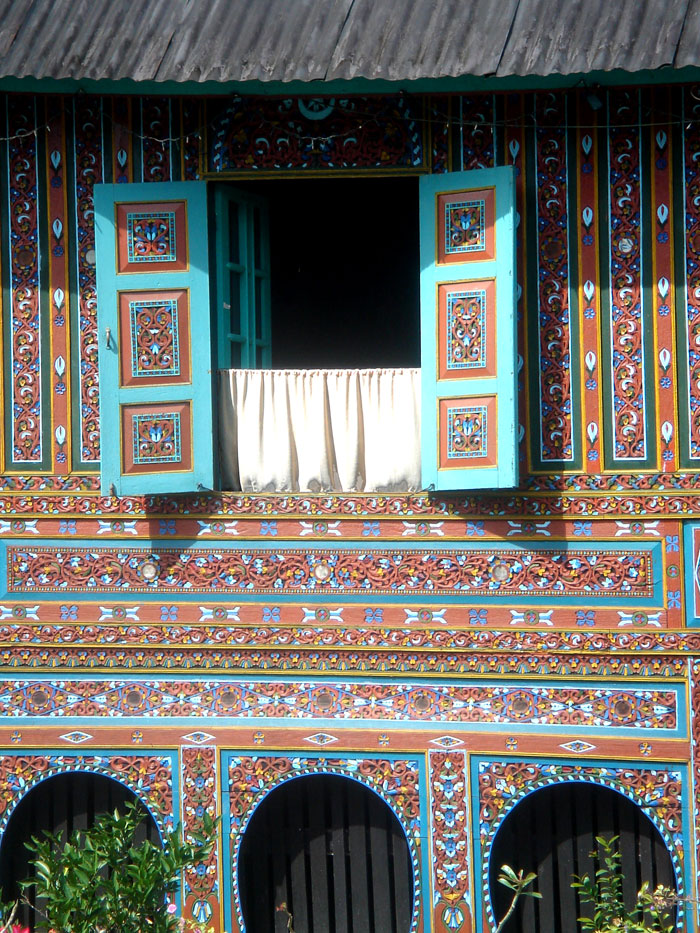
Rumah gadang外部雕刻。百叶窗内侧在开启时可见，因此也施以彩绘。

已发现94种Rumah Gadang装饰图案。37种与植物相关，如kaluak paku（"蕨类卷须"）、saluak laka（"藤编纹"）、pucuak rabuang（"竹笋"）等；28种与动物相关，如tupai tatagun（"受惊松鼠"）、象征协作与游子归家的itiak pulang patang（"黄昏归鸭"）等；其余29种涉及人物及其活动，如rajo tigo（"三位王者"）、kambang manih（"甜美花朵"，形容可爱女孩）等。

### 建筑变体

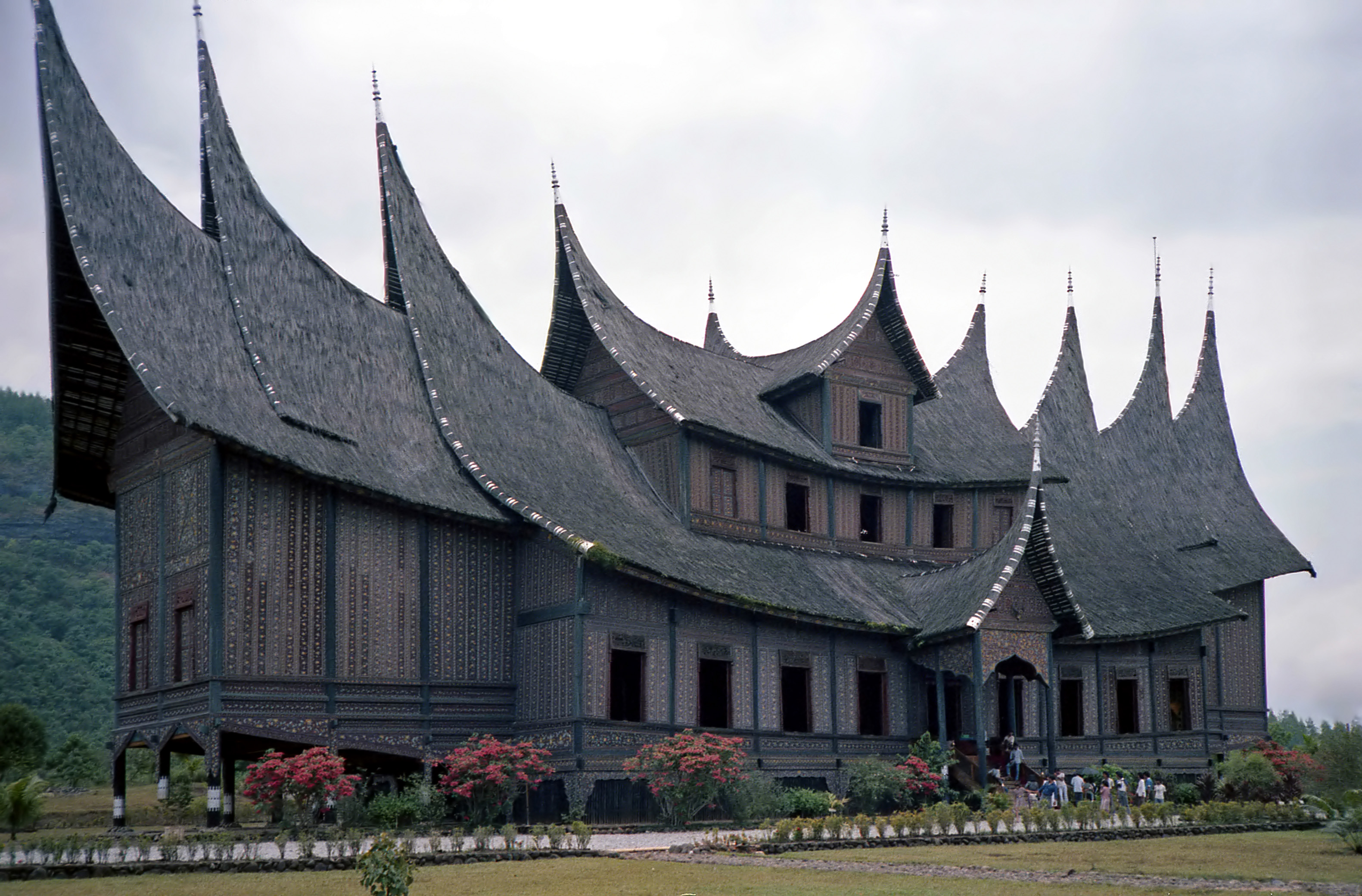
巴加鲁央王宫的三层阶梯式屋顶

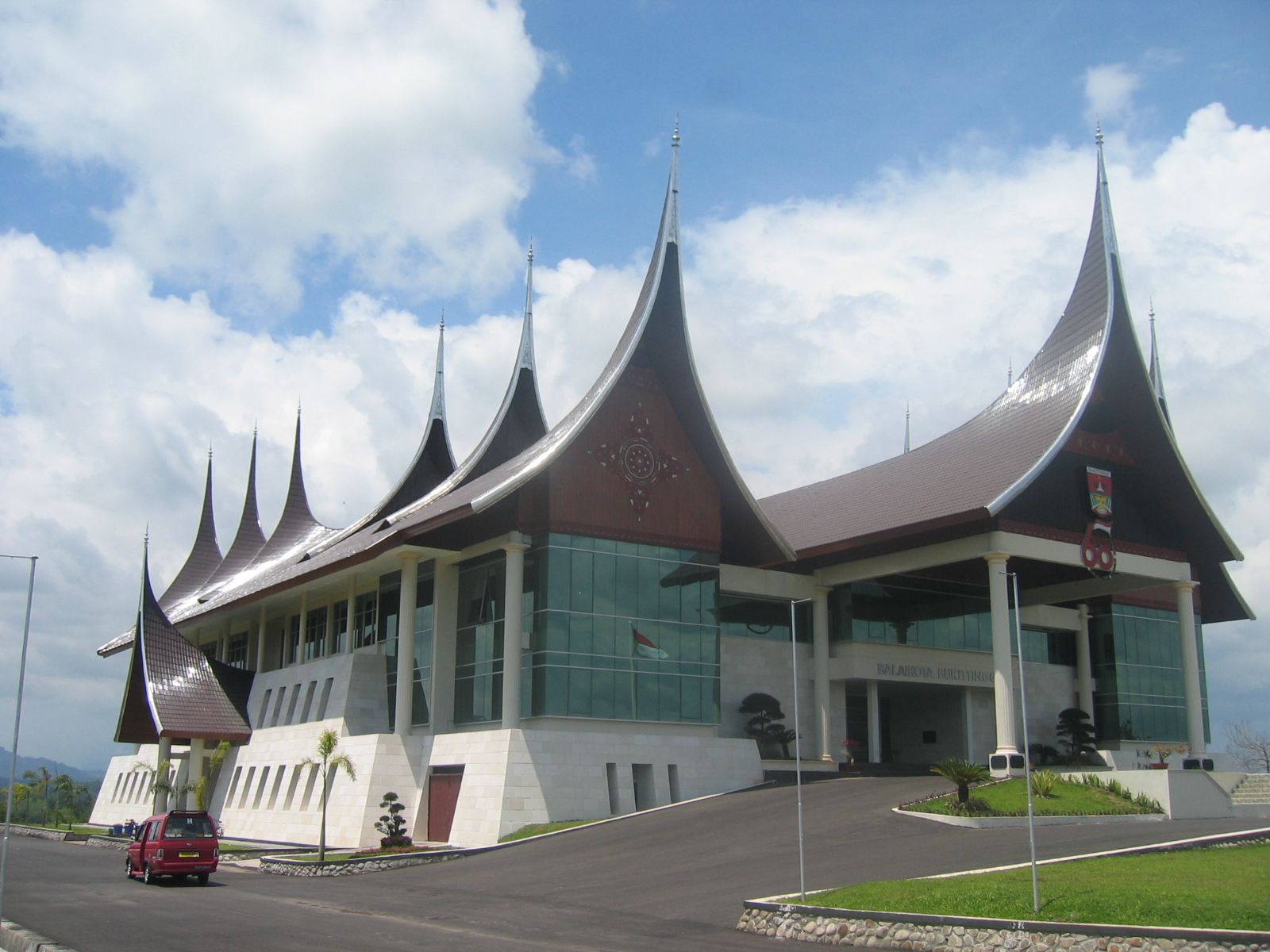
融入Rumah gadang元素的政府建筑

Rumah Gadang有两种基本形制：反映贵族等级制的koto piliang（两端设anjuang高台供族长就座），和体现民主平等的bodi caniago（全屋平层）。
大型公共住宅的正门通常设在中央，带有垂直门廊和三角山墙。无门廊的变体称为bapaserek或surambi papek。
更豪华的房屋墙身更高，采用多重嵌套屋顶（常达五层），由粗大木柱支撑。柱式变体包括40根矮柱的gajah maharam（"跪象式"），和50根细柱的rajo babandiang（"宏伟式"）。koto piliang变体还需在两端各加六柱支撑anjuang。 
传统议事厅balai adat形似Rumah Gadang，但除koto piliang型的anjuang外不设围墙。巴加鲁央王宫采用三层结构的特殊形制。现代西苏门答腊的政府、商业建筑和住宅（rumah gedung）也常借鉴Rumah Gadang元素。
17世纪起，森美兰（现属马来西亚）就有大规模米南加保移民社区，但其屋顶已改用马来风格——连续的屋脊铺装棕榈叶。虽然失去了标志性曲线屋檐，仍被视为庄严美观。更正统的伊斯兰影响也导致布局变化，如女性活动区域比苏门答腊母系社会更受限。

## 建造习俗
房屋建造需遵循祖先制定并纳入adat的特定规范，由母系家族的男性长老（ninik mamak）负责组织实施。

### 引用
1. 1 2 3 4  Dawson, Barry; Gillow, John. . London: Thames and Hudson. 1994: 75. ISBN 0-500-34132-X.
2. ↑  Syofiardi Bachyul Jb. . The Jakarta Post. November 23, 2013  [December 24, 2013]. （原始内容存档于2013-11-23）.
3. 1 2 3  Dawson, Barry; Gillow, John. . London: Thames and Hudson. 1994: 31. ISBN 0-500-34132-X.
4. 1 2  Dawson, Barry; Gillow, John. . London: Thames and Hudson. 1994: 74. ISBN 0-500-34132-X.
5. ↑  Dawson, Barry; Gillow, John. . London: Thames and Hudson. 1994: 20. ISBN 0-500-34132-X.
6. ↑  Dawson, Barry; Gillow, John. . London: Thames and Hudson. 1994: 76. ISBN 0-500-34132-X.
7. 1 2  Dawson, Barry; Gillow, John. . London: Thames and Hudson. 1994: 60. ISBN 0-500-34132-X.

### 文献
- Dawson, B.; Gillow, J. . Thames and Hudson Ltd. 1994. ISBN 0-500-34132-X.
- Summerfield, Anne; Summerfielf, John. . UCLA. 1999. ISBN 0-930741-73-0.
- Vellinga, Marcel. . Indonesia and the Malay World (Routledge). March 2004, 32 (92): 100–118. doi:10.1080/1363981042000263480.
- Kartikawening, Dyah.  (PDF). . 2002.[]
- Ng, Cecilia. . : 121–143. 1993  [2025-05-23]. ISBN 1-920942-84-X. （原始内容存档于2011-09-29）.
- Nas, Peter J.M.; Martin A. van Bakel. . Urban symbolism and rituals (Ljubljana). 1999: 173–189. （原始内容存档于2007-05-14）.
- Vellinga, Marcel. . Koninklijk Instituut Voor de Tropen. 2005. ISBN 90-6718-230-3.